# Dohai metró
A Dohai metró (arabul: مترو الدوحة, latin betűkkel: Mitru ad-Dawha) Katar fővárosának, Dohának a Doha Metropolitan Area nevű városrészében működő gyorsvasúti rendszer, amely 2019. május 8-án kezdte meg működését. Három vonalból áll, megközelítőleg 76 km teljes hosszal és 37 állomással. Ez szerves részét képezi a nagyobb katari vasúti hálózatnak, amely magában foglalja a Katart a GCC-vel összekötő, személy- és áruszállításra szolgáló távolsági vasutat és a Lusail LRT-t. A 100 km/h sebesség elérésére képes dohai metró a világ egyik leggyorsabb vezető nélküli vonata.
A dohai metrót a rendszer tulajdonosa, a Qatar Rail nevében a Hamad Group (51%) és a francia Keolis és RATP Dev (49%) által létrehozott vegyesvállalat, az RKH Qitarat üzemelteti és tartja fenn 20 éven át.

## Története
2009-ben a Qatari Diar és a Deutsche Bahn közös vállalatot kötött a katari vasúthálózat koncepciójának kidolgozására. 2011-ben a Qatar Rail lett a projekt kizárólagos tulajdonosa, míg a Deutsche Bahn a globális szárnyával, a DB Internationalnel (2016 óta DB Engineering & Consulting) átvette a fő tanácsadói és a szükséges vasúti szakértők forrását. 2013-ban a dohai metró építése hivatalosan is megkezdődött a Msheireb állomás helyén tartott alapkőletételi ünnepséggel. 2013 elején a Qatar Rail közzétette a D&B pályázatokat, és különböző nemzetközi cégektől érkeztek beadványok az 1a. szakasz építésére, amely a piros és zöld vonalaknak felel meg. 2013 elején a Qatar Rail kiírta a D&B pályázatokat, és különböző nemzetközi cégektől kapott pályázatokat a piros és zöld vonalnak megfelelő szakaszok építésére. Május közepén a Salini Impregilo nyerte el a Msheireb-től Al Khor North-ig tartó Red Line North szakasz építésének vezetését. Júniusban kiderült, hogy a QDVC és a Porr sikeres ajánlatot tett a Red Line South szakasz, illetve a Green Line építésének vezetésére. 2014 májusában a Larsen & Toubro, Aktor, Yapi Merkezi, STFA Group és Al Jaber Engineering konzorciuma nyerte el a dohai metró arany vonalának tervezését és építését. A metró 1. fázisának alagútépítéséhez a német Herrenknecht cég összesen 21 alagútfúró gépét tervezték.